# Kiki Bertens
Kiki Bertens (født 10. december 1991 i Wateringen, Holland) var en kvindelig professionel tennisspiller fra Holland.
Kiki Bertens højeste rangering på WTA single rangliste var som nummer 4, hvilket hun opnåede 13. maj 2019. I double er den bedste placering nummer 187, hvilket blev opnået 11. juni 2012.